# Constantí I de Grècia

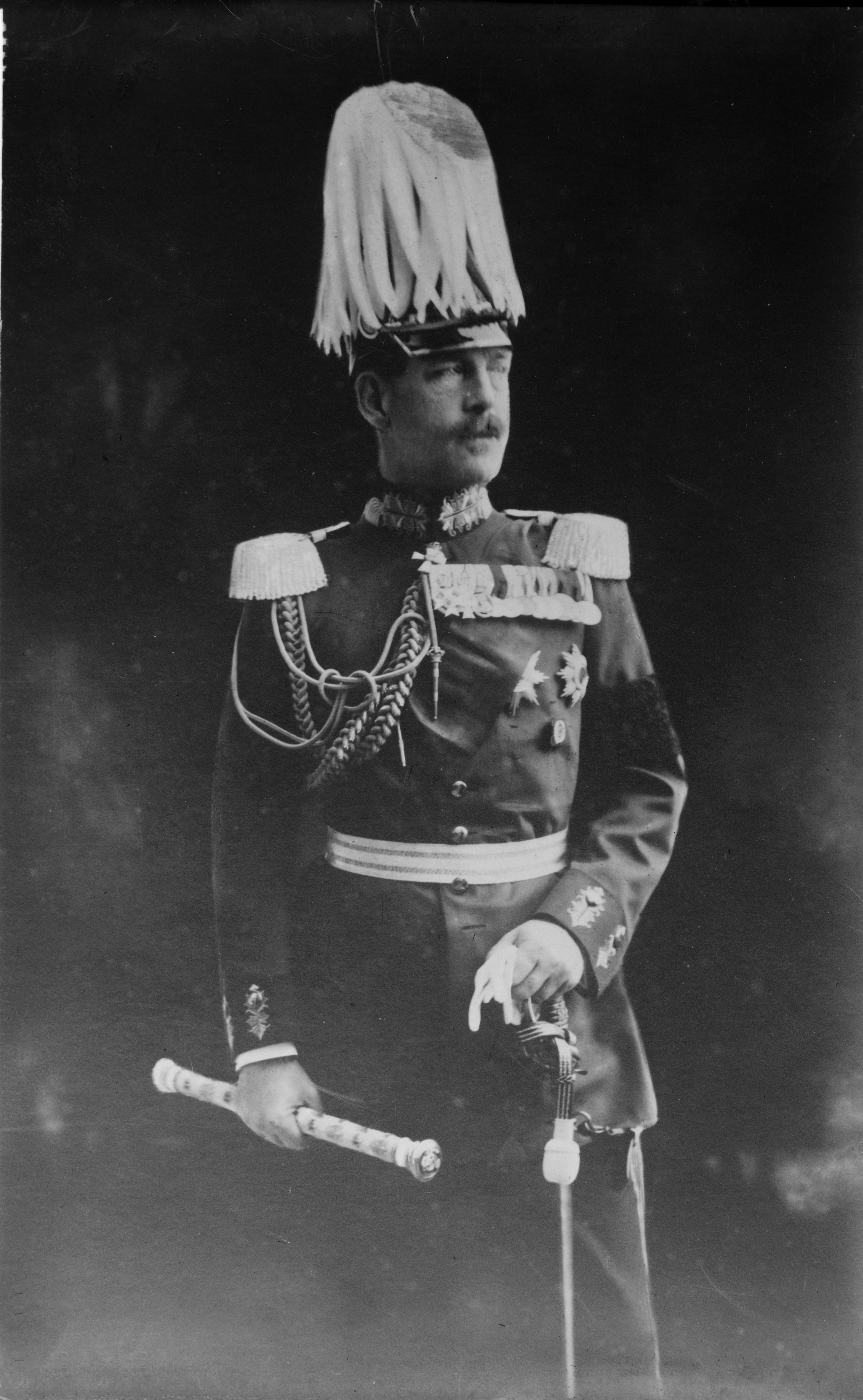
El rei Constantí I de Grècia.

Constantí I de Grècia. (Atenes 1868 - Palerm 1923). Rei de Grècia (1913 - 1917 i 1920 - 1922). Fill del rei Jordi I de Grècia i de la gran duquessa Olga de Rússia. Constantí era net del rei Cristià IX de Dinamarca i de la princesa Lluïsa de Hessen-Kassel per via paterna i del gran duc Constantí de Rússia i de la princesa Alexandra de Saxònia-Altenburg per via materna.
Contragué matrimoni amb la princesa Sofia de Prússia filla de l'emperador Frederic III de Prússia i de la princesa reial Victòria del Regne Unit. Tingué sis fills: 
- SM el rei Jordi II de Grècia nat a Atenes el 1890 a Atenes i mort el 1947. Es casà amb la princesa Elisabet de Romania.

- SM el rei Alexandre I de Grècia nat el 1893 i mort el 1920 a Atenes. Es casà amb Aspassia Manos.

- SAR la princesa Helena de Grècia nascuda a Atenes el 1896 i morta a Florència el 1982. Es casà amb el rei Carles II de Romania.

- SM el rei Pau I de Grècia nat a Atenes el 1901 i mort el 1964. Es casà amb la princesa Frederica de Hannover.

- SAR la princesa Irene de Grècia, duquessa d'Aosta, nascuda el 1904 a Atenes i morta el 1974 a Florència. Es casà amb el duc Aimó de Savoia-Aosta, duc d'Aosta.

- SAR la princesa Caterina de Grècia nascuda el 1913 a Atenes. Es casà amb Ricard Brandam.

Durant la Guerra greco-turca de 1897 va comandar les tropes a Tessàlia contra els 60.000 homes de l'exèrcit imperial otomà a les ordres d'Ethem Paşa. Cap al 17 de maig l'exèrcit grec es va veure obligat a replegar-se més enllà de Làrissa, i es van reorganitzar als voltants de Farsàlia, a Domokós. La nova derrota grega va suposar un dur cop moral per a Grècia, que fins i tot va veure com els turcs avançaven posicions en territori grec. Sota la pressió de les potències europees, el soldà Abdul Hamid II va declarar l'alto al foc el 20 de maig, fet que va salvar Grècia d'un desastre encara més gran. Després de mesos de negociacions, el 20 de setembre de 1897, es va signar el Tractat de Constantonoble que donava territoris a l'Imperi Otomà al llarg de la frontera Tessàlia, i una forta indemnització de guerra (94,3 milions de francs-or) que l'estat grec, en fallida, només podria pagar amb l'ajut de les Potències Protectores, que van veure augmentada la seva influència sobre el dèbil regne de Grècia.
Durant la Primera Guerra Mundial mantingué la neutralitat de Grècia, malgrat les pressions en pro dels estats centrals que feia la seva esposa, alemanya de naixement, i les del ministre Venizelos en pro dels estats de l'Entesa. S'oposà a Venizelos quan aquest cedí Tessalònica als aliats i França intervingué en favor de Venizelos i en contra del rei que hagué d'exiliar-se (juny de 1917).
El substituí el seu segon fill amb el nom de Rei Alexandre I de Grècia (1917-1920). Constantí I retornà al poder després de la mort del seu fill però hagué d'exiliar-se de nou arran de la derrota davant dels turcs a Esmirna.
Hom l'ha volgut considerar successor dels emperadors romans d'Orient i per això també s'ha conegut com a Constantí XII.